# 津轻半岛
津轻半岛（日语：／ Tsugaru hantō */?）是日本本州岛最北部伸入津轻海峡的一个半岛，东临陆奥湾与下北半岛相望，北临津轻海峡与北海道的渡岛半岛相望，西临日本海，属青森县管辖。半岛因长期受津轻氏统治而得名，最大城市是青森市。青函隧道从该半岛其下通过。

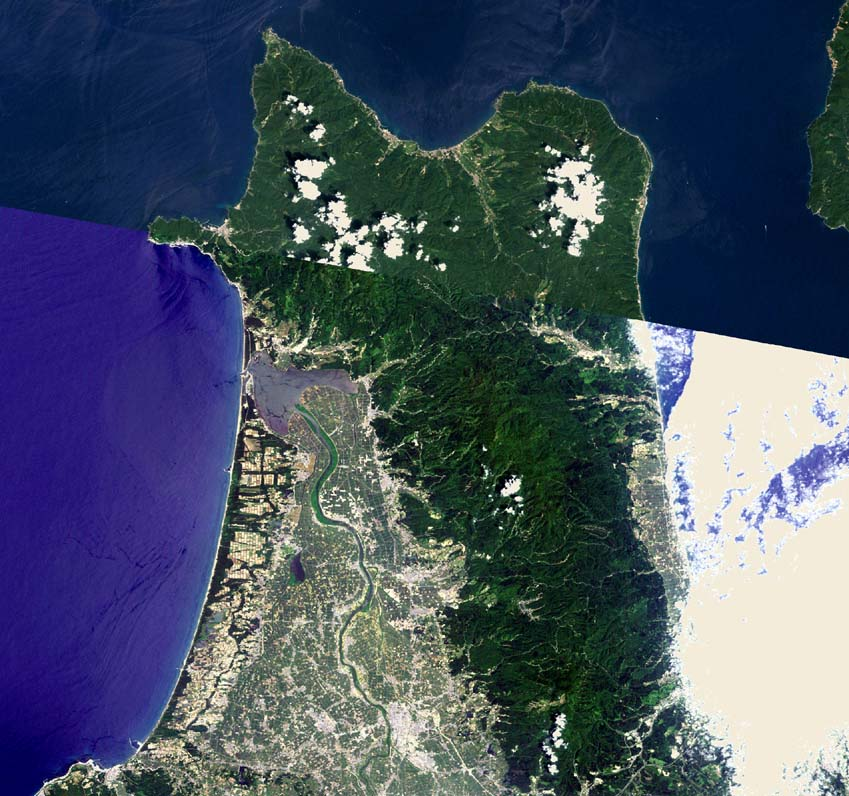
津輕半島的衞星地圖
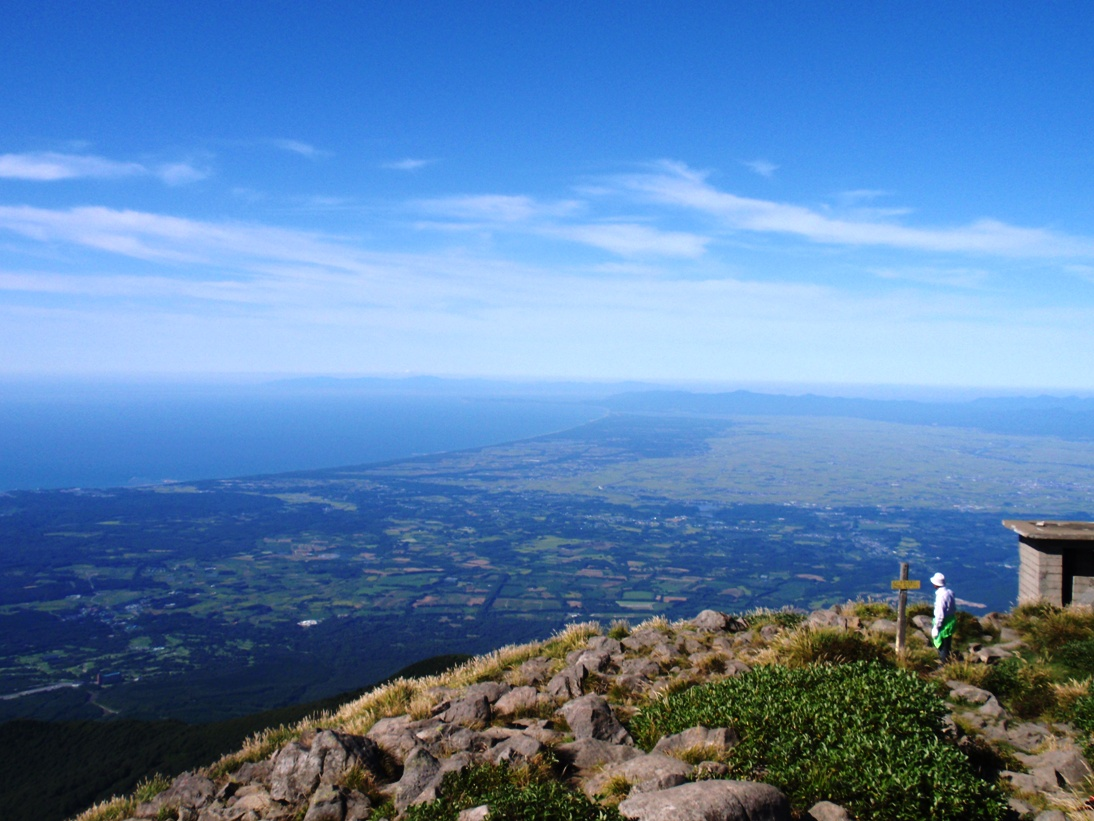
從岩木山山頂望津輕半島西海岸

## 關聯項目
- 日本秘境百選